# Сесил, Уильям, 16-й барон де Рос
Уильям Сесил, 16-й барон де Рос (англ. William Cecil, 16th Baron Ros; 1590 — 27 июня 1618) — английский дворянин, барон де Рос (с 1591 года).

## Биография
Уильям был сыном Уильяма Сесила, лорда Берли и Элизабет Сесил, 15-й баронессы Рос. В возрасте одного года после смерти матери унаследовал её титул барона де Рос.
Был женат на Анне Лэйк, дочери сэра Томас Лэйка, брак был бездетным и закончился разводом, за которым последовал скандал. Из-за скандала по обвинению в связи с молодой женой деда Фрэнсис Бриджес, Уильям был вынужден покинуть Англию и уехал в Священную Римскую империю.
Скончался 27 июня 1618 года в возрасте 28 лет.